# بانارة برازيلية
بانارة برازيلية (الاسم العلمي:Banara brasiliensis) هي نوع من النباتات يتبع جنس البانارة من الفصيلة الصفصافية.
سمي هذا النوع نسبةً إلى برازيل.